# Sinfín (película de 1988)
 Sinfín es una película de Argentina en colores dirigida por Cristian Pauls según su propio guion escrito en colaboración con Alan Pauls que se estrenó el 10 de marzo de 1988 y tuvo como principales intérpretes a Alberto Ure, Lorenzo Quinteros, Jorge Marrale y Cristina Banegas. Tuvo el título alternativo de La muerte no es ninguna solución.

## Sinopsis
Durante la filmación de una versión del cuento Casa tomada de Julio Cortázar el director trata de reproducir aquella situación.

## Reparto
Intervinieron en el filme los siguientes intérpretes:
- Alberto Ure
- Lorenzo Quinteros
- Susana Tanco
- Jorge Marrale
- Cristina Banegas
- Leal Rey
- José María Gutiérrez
- Mónica Galán
- Ricardo Bartis
- Roberto Carnaghi
- Carlos Giordano
- Aldo Barbero …Voz de Alberto Ure

## Comentarios
Luciano Monteagudo en El Periodista escribió:

«Impresiona como un ejercicio removedor infrecuente en un medio asfixiado por la rutina y la complacencia.»

Daniel López en Página 12 dijo:

«Es un film que peca de arrogante y en cierta forma de pedante, que acude a la literatura acaso más de lo prudente...y con un tufillo de "intelectual" que seguramente espantará a mucho público inadvertido...A pesar de la recurrencia a la literatura...Sinfín es un ejercicio de cine puro.»

Manrupe y Portela escriben:

«Círculos concéntricos y reflexión sobre el medio, en un intento de cine-arte más presuntuoso que logrado, y bastante aburrido.»